# Bedford (Texas)
Bedford é uma cidade localizada no estado norte-americano do Texas, no Condado de Tarrant.

## Demografia
Segundo o censo norte-americano de 2000, a sua população era de 47.152 habitantes. 
Em 2006, foi estimada uma população de 48.752, um aumento de 1600 (3.4%).

## Geografia
De acordo com o United States Census Bureau tem uma área de 25,9 km², dos quais 25,9 km² cobertos por terra e 0,0 km² cobertos por água.

## Localidades na vizinhança
O diagrama seguinte representa as localidades num raio de 12 km ao redor de Bedford. 